# Kāfūr

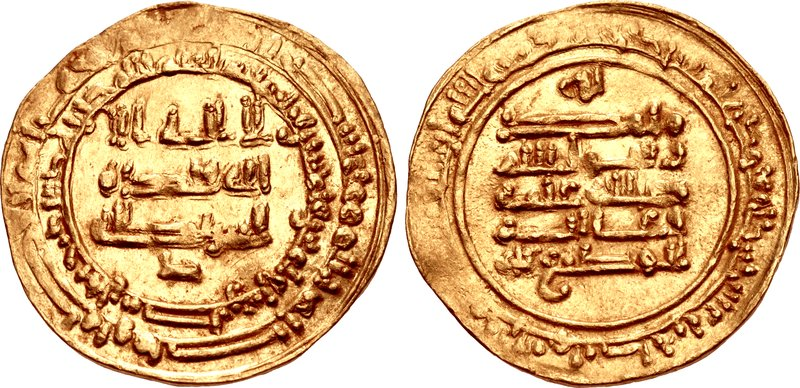
965/66 in Ramla (Palästina) geprägter Dinar Kāfūrs, auf den hier lediglich der einzelne Buchstabe ك (K) ganz unten im Aversfeld (links) verweist. In der untersten Revers-Zeile ist der Abbasidenkalif al-Mutīʿ genannt.

Abū l-Misk Kāfūr (arabisch أبو المسك كافور, DMG Abū l-Misk Kāfūr; † 968) – sein ism bedeutet „Kampfer“, seine kunya „Vater des Moschus“ – war ein ägyptischer Herrscher (946–968).
Kāfūr war ein abessinischer Eunuch und unter dem Ichschididen Muhammad ibn Tughdsch (935–946) Erzieher von dessen Kindern. Nach Muhammads ibn Tughdschs Tod übernahm Kāfūr die Regentschaft für dessen minderjährige Kinder und konnte das Reich in Kämpfen mit den Hamdaniden von Aleppo in Nordsyrien, den Fatimiden in Ifrīqiya und den Nubiern behaupten.
Er förderte Wissenschaft und Kunst, vor allem aber die Literatur. Dabei ist besonders der Dichter al-Mutanabbi hervorzuheben. Auch nachdem die Prinzen volljährig geworden waren, hielt sie Kāfūr von der Regierung fern. Er erreichte bei den Kalifen in Bagdad 966 sogar die offizielle Anerkennung als Emir von Ägypten, sodass er als Herrscher der Ichschididen gezählt wird, obwohl keine verwandtschaftlichen Beziehungen zu diesen bestanden.
Kāfūr starb im Jahr 968. Unter seinem Nachfolger, dem minderjährigen Abu l-Fawaris Ahmad (968–969), gelang den Fatimiden die Eroberung Ägyptens und der Sturz der Ichschididenherrschaft.
| Vorgänger           | Amt                                                   | Nachfolger    |
| ------------------- | ----------------------------------------------------- | ------------- |
| Ali ibn al-Ichschid | Herrscher von Ägypten (Ichschididen-Dynastie) 966–968 | Abu l-Fawaris |

| Personendaten    | Personendaten              |
| ---------------- | -------------------------- |
| NAME             | Kāfūr                      |
| ALTERNATIVNAMEN  | Abū l-Misk Kāfūr           |
| KURZBESCHREIBUNG | Regent und Emir in Ägypten |
| GEBURTSDATUM     | 10. Jahrhundert            |
| STERBEDATUM      | 968                        |